# Yehuda Lubetsky
Yehuda Lubetsky (né Judel Isaac Kivelevitch Lubetsky le 21 mai 1848 à Toretsk dans l'Empire russe et mort le 18 septembre 1910 à Paris) est un rabbin français orthodoxe non-consistorial, originaire de la Biélorussie dont l'œuvre continue d'être citée.

## Éléments biographiques
Yehuda Lubetsky est né le 21 mai 1848 à Toretsk, dans l'Empire russe. Il est le fils d'Itsco Kinva (Isaac Kive) et de Haia Sara Lubetsky. Il descend d'une famille de talmudistes.

### Éducation
Yehuda Lubetsky étudie à la Yechiva de Mir (Biélorussie), dirigée alors par le rabbin Haïm Leib Tikinsky. Il étudie ensuite dans les yechivot de Vilnius (Lituanie), Lida (Biélorussie)  et Slonim (Biélorussie).

## Question du mariage conditionnel
L'opinion de Yehuda Lubetsky continue d'être citée dans la question de l'Agunah et du mariage conditionnel,,,,.

## Œuvres
- (he) Judah Lubetsky. Ain Tenaï be'Nissuin. Vilna, 1930